# گفتار فلسفی مدرنیته
گفتار فلسفی مدرنیته: دوازده درس‌گفتار (به [Der Philosophische Diskurs der Moderne: Zwölf Vorlesungen] Error: {{Lang-xx}}: متن دارای نشانه‌گذاری ایتالیک است (راهنما)) کتابی از یورگن هابرماس است. هابرماس در این کتاب این ادعای پست-مدرنهایی مانند لیوتار، دریدا، فوکو و دیگران مبنی بر این که پروژهٔ مدرنیته به پایان رسیده و عقلِ روشنگری دیگر کارگشا نیست را مورد اعتراض قرار داده و از این نظریه دفاع کرده که ما همچنان در مدرنیته هستیم زیرا مدرنیته پروژه‌ای بلند-مدت و بی‌پایان است که همچنان ادامه دارد و اصول آن اگر در جایی هم خدشه برداشته باشد، همچنان قابل دفاع است.

## درون‌مایهٔ کتاب
هابرماس در آغاز کتاب می‌گوید مدرنیته، در معنایی که من از آن بحث می‌کنم، و مدرنیته، در معنای واقعی خود، با هگل آغاز شد، یعنی در سدهٔ نوزدهم. به گفتهٔ وی، با آمدن هگل، مسئله دیگر تأسیس ِ مدرنیته نیست، بلکه خود ِ تأسیس ِ مدرنیته به مسئله تبدیل شد است و موضوع فلسفه، فهم ِ مدرنیته از خودش است. یکی از مباحثی که هابرماس برای توضیح این حرفش به آن استناد می‌کند، عبارت بسیار مهمّی از هگل است که در یکی از نوشته‌های اولیه‌اش (۱۸۰۱) پیش از پدیدارشناسی روح آمده است. هگل در این رساله گفته بود یکی از مسائل بسیار مهم فلسفه، نسبت عقل و ایمان است. همینجا هم هگل این بحث را مطرح می‌کند که ما در دوران جدیدی وارد شده‌ایم که حتیٰ بحث عقل و ایمان هم در حوزهٔ عقل مطرح می‌شود و نه در بیرون حوزهٔ عقل. به عبارت دیگر، دوره‌ای آغاز شده است که در آن همه‌چیز حتیٰ شرع و ایمان داخل در حوزهٔ عقل است، بنابراین، هیچ مؤمنی نمی‌تواند ادعا کند که من در بیرون عقل بحث می‌کنم و حوزهٔ من حوزهٔ بیرون عقل است. هگل شرع یا ایمان مسیحیت را هم تابع قوانین و احکام عقل دانست. هابرماس می‌گوید از زمان روشنگری سدهٔ هیجده و تثبیت مبانی عقل، یا به قول کانت استقلال و خودمختاری عقل، همه‌چیز در درون حوزهٔ عقل است و هگل متوجه این مسئله شده بود، بنابراین گفت ایمان هم دیگر نمی‌تواند به طور مستقل خود را مطرح کند. پس این که مدرنیتهٔ واقعی با هگل آغاز شد اشاره به این گسلی است که در این دوره ایجاد شد و در پی آن مدرنیته به موضوع ِ مدرنیته تبدیل شد.